# Время в Аргентине
Территория Аргентины располагается в двух географических часовых поясах — западная часть в 19-м (UTC-5), восточная часть (большая) — в 20-м (UTC-4). Фактически же время в стране — UTC-3 без использования летнего времени. В провинции Сан-Луис стандартное время UTC-4, но в последние годы здесь действует летнее время постоянно, так что время в стране одинаковое.
В Аргентине неоднократно менялся порядок исчисления времени. Местное стандартное время в 1921—1969 годах было UTC-4. Ежегодный переход на летнее время (UTC-3) был в период 1930—1941, а затем в 1943 и в 1946 году. В 1942, в 1945 и в 1947—1963 годах в Аргентине действовало постоянное летнее время (UTC-3), а ежегодный перевод стрелок был продолжен в 1963—1969 годах.
В октябре 1969 летнее время в Аргентине, UTC-3, было принято за новое стандартное время, которое в последующем либо оставалось постоянным, либо вводился переход на новое летнее время, UTC-2. Переход на летнее время был в январе 1974 года, в 1988—1992 и в 2007—2008 годах. После 15 марта 2009 года в Аргентине действует постоянное время UTC-3. Официальное время в Буэнос-Айресе по его расхождению с местным солнечным временем соответствует времени в Челябинске или в Абакане зимой 2010 года в России (средний полдень наступает в 12:54).

## История
История единого времени в Аргентине начинается с октября 1894 года. Тогда на всей территории страны было введено время Национальной обсерватории в Кордове, которое на 4 часа 16 минут и 48 секунд отставало от времени Гринвичского меридиана (UTC-4:16:48). Кордовский меридиан вполне можно считать центральным для Аргентины.
В полночь 1 мая 1920 года все часы в Аргентине были переведены на 16 минут и 48 секунд вперед. Новое время соответствовало времени 20-го часового пояса, то есть на 4 часа отставало от UTC.

### Летнее время
С 1930 года страна использует летнее время (исп. hora de verano). Впервые оно было введено в полночь 1 декабря 1930 года, то есть точно в момент начала календарного лета. В последующие годы даты начала и окончания действия летнего времени менялись, в некоторые годы не было перехода на летнее время или возвращения к стандартному.
| Дата       | Ч. Пояс | комментарий                                        | Дата       | Ч. Пояс | Комментарий                                      |
| ---------- | ------- | -------------------------------------------------- | ---------- | ------- | ------------------------------------------------ |
| 1930-12-01 | UTC-3   | введение летнего времени                           | 1931-04-01 | UTC-4   | отмена летнего времени                           |
| 1931-10-15 | UTC-3   | введение летнего времени                           | 1932-03-01 | UTC-4   | отмена летнего времени                           |
| 1932-11-01 | UTC-3   | введение летнего времени                           | 1933-03-01 | UTC-4   | отмена летнего времени                           |
| 1933-11-01 | UTC-3   | введение летнего времени                           | 1934-03-01 | UTC-4   | отмена летнего времени                           |
| 1934-11-01 | UTC-3   | введение летнего времени                           | 1935-03-01 | UTC-4   | отмена летнего времени                           |
| 1935-11-01 | UTC-3   | введение летнего времени                           | 1936-03-01 | UTC-4   | отмена летнего времени                           |
| 1936-11-01 | UTC-3   | введение летнего времени                           | 1937-03-01 | UTC-4   | отмена летнего времени                           |
| 1937-11-01 | UTC-3   | введение летнего времени                           | 1938-03-01 | UTC-4   | отмена летнего времени                           |
| 1938-11-01 | UTC-3   | введение летнего времени                           | 1939-03-01 | UTC-4   | отмена летнего времени                           |
| 1939-11-01 | UTC-3   | введение летнего времени                           | 1940-03-01 | UTC-4   | отмена летнего времени                           |
| 1940-07-01 | UTC-3   | введение летнего времени                           | 1941-06-15 | UTC-4   | отмена летнего времени                           |
| 1941-10-15 | UTC-3   | введение летнего времени                           | 1943-08-01 | UTC-4   | отмена летнего времени                           |
| 1943-10-15 | UTC-3   | введение летнего времени                           | 1946-03-01 | UTC-4   | отмена летнего времени                           |
| 1946-10-01 | UTC-3   | введение летнего времени                           | 1963-10-01 | UTC-4   | отмена летнего времени                           |
| 1963-12-15 | UTC-3   | введение летнего времени                           | 1964-03-01 | UTC-4   | отмена летнего времени                           |
| 1964-10-15 | UTC-3   | введение летнего времени                           | 1965-03-01 | UTC-4   | отмена летнеговремени                            |
| 1965-10-15 | UTC-3   | введение летнего времени                           | 1966-03-01 | UTC-4   | отмена летнего времени                           |
| 1966-10-15 | UTC-3   | введение летнего времени                           | 1967-04-02 | UTC-4   | отмена летнего времени                           |
| 1967-10-01 | UTC-3   | введение летнего времени                           | 1968-04-07 | UTC-4   | отмена летнего времени                           |
| 1968-10-06 | UTC-3   | введение летнего времени                           | 1969-04-06 | UTC-4   | отмена летнего времени                           |
| 1969-10-05 | UTC-3   | изменение часового пояса                           |            |         |                                                  |
| 1974-01-23 | UTC-2   | введение летнего времени                           | 1974-01-05 | UTC-3   | отмена летнего времени                           |
| 1988-12-01 | UTC-2   | введение летнего времени                           | 1989-03-05 | UTC-3   | отмена летнего времени                           |
| 1989-10-15 | UTC-2   | введение летнего времени                           | 1990-03-04 | UTC-3   | отмена летнего времени*                          |
| 1990-10-21 | UTC-2   | введение летнего времени*                          | 1991-03-03 | UTC-3   | отмена летнего времени*                          |
| 1991-10-20 | UTC-2   | введение летнего времени*                          | 1992-03-01 | UTC-3   | отмена летнего времени*                          |
| 1992-10-18 | UTC-2   | введение летнего времени*                          | 1993-03-07 | UTC-3   | отмена летнего времени                           |
| 1999-10-03 | UTC-3   | введение летнего времени, изменение часового пояса | 2000-03-03 | UTC-3   | отмена летнего времени, изменение часового пояса |
| 2007-12-30 | UTC-2   | введение летнего времени                           | 2008-03-16 | UTC-3   | отмена летнего времени*                          |
| 2008-10-19 | UTC-2   | введение летнего времени*                          | 2009-03-15 | UTC-3   | отмена летнего времени*                          |

- не все провинции

## Особенности некоторых провинций
С 1990 года в Аргентине наблюдаются разногласия не только в вопросе дат введения и отмены летнего времени или самого вопроса его использования, но и часового пояса. Начало было положено 4 марта 1990 в двух провинциях — Мендоса (запад) и Жужуй (северо-запад страны). Вместе с отменой летнего времени там было осуществлено изменение часового пояса на UTC-4 — после 23:59 субботы 3 марта наступило 22 часа тех же суток. 14 марта часовой пояс был изменён в провинции Сан-Луис (к востоку от Мендосы). Таким образом весь зимний сезон 1990 года (март — октябрь) в Аргентине действовало два часовых пояса — UTC-4 в Мендосе, Сан-Луисе и Жужуе, и UTC-3 на остальной территории. Ожидаемой датой введения летнего времени в 1990 году было 21 октября, воскресенье. Но в Мендосе перевод стрелок состоялся 15 октября, Сан-Луис в то же время опять сменил часовой пояс на UTC-3, в провинциях, живших по стандарту UTC-3 (в том числе Сан-Луис) — 21 октября, а в Жужуе — 28 октября. В результате летом 1990/1991 года также действовало два часовых пояса — с использованием летнего времени на всей территории UTC-3 (Мендоса, Сан-Луис) и UTC-2 (остальные провинции).
1 марта 1991 года прошлогодний шаг Мендосы и Жужуя (перевод стрелок на два часа назад) был воспроизведён в трех провинциях — Ла-Риохе и Сан-Хуане к северу от Мендосы и Чубуте — на юге. Первого и второго марта территория страны представляла собой лоскутное одеяло из нескольких часовых поясов — два куска UTC-4 (Чубут, Мендоса, Ла-Риоха и Сан-Хуан), кусок UTC-3 (Жужуй) и два куска UTC-2 (остальные провинции). Но 3 марта аналогичные действия были совершены в большинстве провинций, кроме трёх — в столичном Буэнос-Айресе и крайних южных Санта-Крусе и Огненной Земле было просто отменено летнее время. Так что осенью 1991 года также действовало два пояса. Но 7 мая в Чубуте, Ла-Риохе и Сан-Хуане снова состоялась смена часового пояса на UTC-3. 6 октября Жужуй перевёл часы вперед и поясов опять стало три — чтобы пересечь страну по меридиану с севера на юг от города Сан-Сальвадор-де-Жужуй, нужно было от жужуйского времени UTC-2 перейти на два часа назад (Сальта, Катамарка), затем на один вперед (Ла-Риоха, Сан-Хуан), опять на час назад (Сан-Луис, Ла-Пампа, Рио-Негро), и снова вперед на час (Чубут, Санта-Крус, Тьерра-дель-Фуэго). Но уже 20 октября время отличалось только в Мендосе (UTC-3 против UTC-2 на остальной территории). И только следующей весной (18 октября 1992 года) время стало одинаковым во всей Аргентине. После этого аргентинцам надоело крутить часы, и 1993 по 2004 изменений не было. Летнее время также не действовало, было время пояса UTC-3. Только в летний сезон 1999/2000 года правительство решило вернуть страну в естественный для неё пояс UTC-4 с использованием летнего времени. Но так как эти процессы произошли одновременно, фактически время не менялось. Эксперименты опять были прекращены.
Зимой 2004 года некоторые провинции опять стали переходить к UTC-4. Первой опять отличилась Мендоса (23 мая), затем Тьерра-дель-Фуэго (30 мая), Чубут, Ла-Риоха и Сан-Хуан (31 мая), Тукуман, Катамарка, Сан-Луис и Санта-Крус (1 июня). Но уже через дюжину дней начали возвращаться на обычное время UTC-3:
Тукуман (13 июня), Катамарка, Санта-Крус и Тьерра-дель-Фуэго (20 июня), Чубут, Ла-Риоха и Сан-Хуан (25 июля), Сан-Луис (1 сентября), Мендоса (26 сентября).
В декабре 2007 года новое правительство решило опять использовать летнее время UTC-2. Оно было введено 30 декабря и действовало до 16 марта 2008. Но в провинции Сан-Луис оно было отменено раньше — 21 января. Весной 2008 года летнее время также было введено, но не везде — 19 октября на летнее время перешли только провинции Формоса, Чако, Сантьяго-дель-Эстеро, Тукуман, Санта-Фе, Корриентес, Мисьонес, Энтре-Риос, Кордова, Буэнос-Айрес и Федеральный столичный округ — то есть весь северо-восток страны стал жить по UTC-2, имея одно время с Уругваем и южными штатами Бразилии. Осенью 2009 года летнее время в этих провинциях было отменено и было принято решения не возвращаться к нему весной этого года. Но в тот же день, 15 марта 2009 года Сан-Луис, который расположен почти посредине страны, сменил часовой пояс на UTC-4. Впрочем фактическое его действие ограничилось только зимой 2009 года — в октябре было введено летнее время, которое непрерывно действует и сейчас. Таким образом, на всей территории Аргентины действует время 21-го пояса (UTC-3), и только в Сан-Луисе оно летнее 20-го пояса.